# Yamada, Iwate
Yamada (japanska: 山田町?, Yamada-machi) är en landskommun (köping) i Iwate prefektur i Japan. 